# Isola di Cà Venier
L'Isola di Cà Venier è una delle tre isole che compongono il comune di Porto Tolle ed è, inoltre, l'isola più esterna del delta del Po.

## Storia
L'isola venne creata tra la fine del 1500 e l'inizio del 1600 dagli interventi idraulici attuati dalla Repubblica di Venezia per spostare la foce del Po.
In principio, la zona acquitrinosa utilizzata per caccia e pesca, intorno al 1700 viene bonificata e adibita a uso agricolo, tuttavia l'opera non risulterà definitiva e l'isola verrà colpita da alluvioni che ne impediranno lo sviluppo.
Il suo centro, denominato Cà Venier dalla famiglia che lo acquisì dalla fine del '600, era il centro principale del comune sino agli anni '30 del '900, e nel 1684 diviene sede di parrocchia, quella di San Nicolò. Un grande alluvione colpì l'isola nel 1839, seguito poco dopo da una burrasca che distrusse l'abitato, che venne ricostruito interamente solo nel 1860, con il ripristino del campanile.
Nella chiesa, inoltre, venne tumulato il patriota italiano Ciceruacchio, fucilato sula vicina Isola della Donzella e portatovi dopo anni in cui il suo corpo riposò nella golena dove venne giustiziato.

## Cultura
Il dialetto parlato sull'isola è il polesano, un dialetto veneto centrale con influenze, seppur non sistemiche, del ferrarese.
Di particolare rilievo per l'isola è il Palazzo Venier, centro settecentesco.